# デイヴィッド・オグルヴィ (第4代エアリー伯爵)

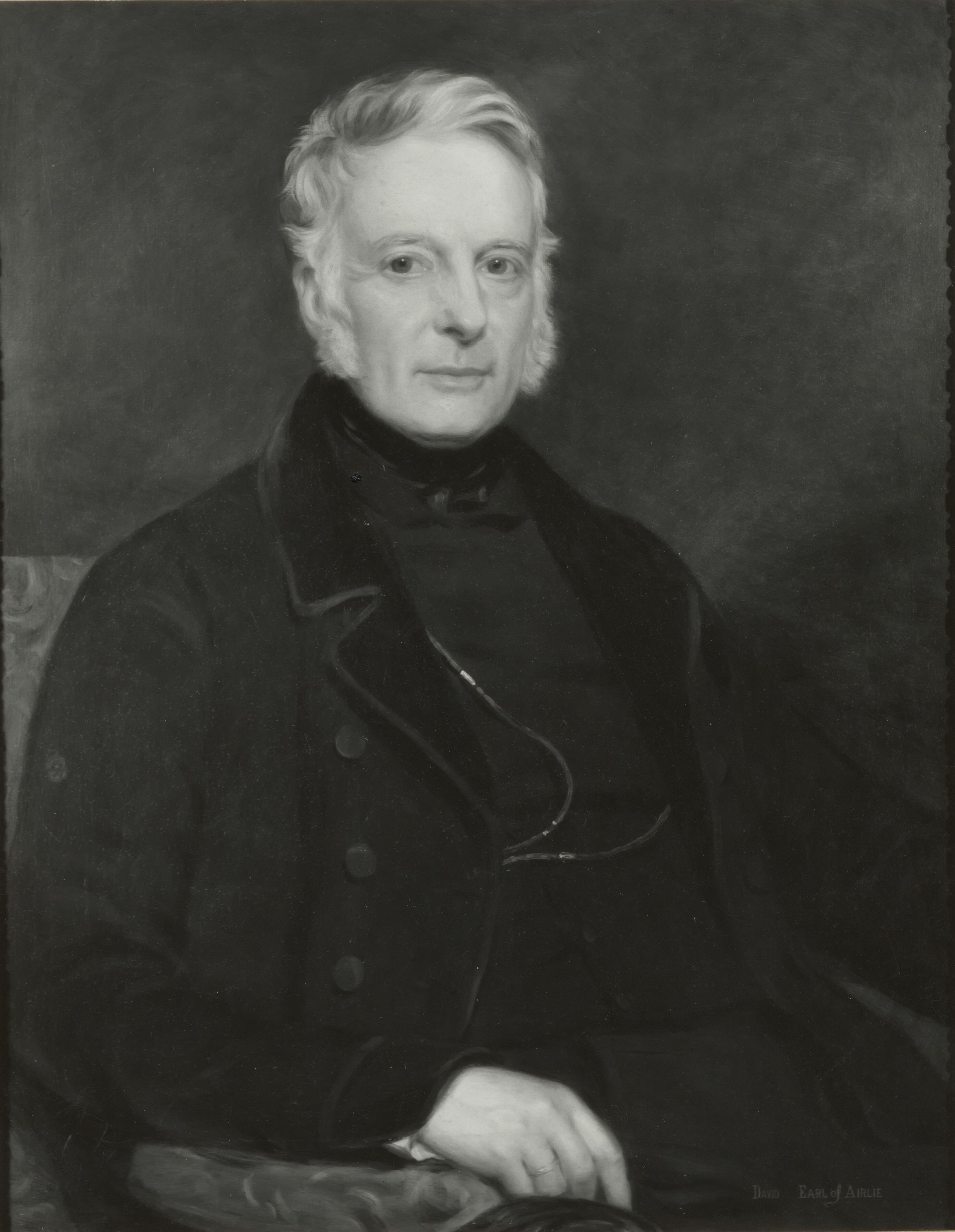
William Deeyによる肖像画。

第4代エアリー伯爵デイヴィッド・オグルヴィ（David Ogilvy, 4th Earl of Airlie、1785年12月16日 – 1849年8月20日）は、スコットランド貴族。父の代から続いていたエアリー伯爵位への請求を引き継ぎ、1826年に認められた。1832年イギリス総選挙でスコットランド貴族代表議員に当選し、1849年に死去するまで務めた。

## 生涯
ウォルター・オグルヴィ（Walter Ogilvy、1733年 – 1819年4月10日、ジョン・オグルヴィの息子）と2人目の妻ジーン（1762年ごろ – 1818年6月11日、ジョン・オグルヴィの娘）の次男として、1785年12月16日に生まれた。兄ジョンがいたが、1809年に死去した。
1802年5月15日、エンサイン（歩兵少尉）として第42歩兵連隊に入隊した。中尉への昇進を経て、1806年1月28日に大尉への辞令を購入して昇進した。
父は第3代エアリー伯爵デイヴィッド・オグルヴィの次男ジョンの男子継承者（heirs male）として、エアリー伯爵の継承権を主張して貴族院に請願を出したが、貴族院が決定を下す前の1819年4月10日に死去した。デイヴィッドは同様に請願を出したが、貴族院は3代伯爵の長男ジェームズの私権剝奪によりデイヴィッドはエアリー伯爵を継承できないとの判決を出しつつ、1826年5月26日の議会立法により私権剝奪を取り消した。これによりデイヴィッドはエアリー伯爵位を継承した。
1828年2月5日にアンガス統監に任命され、1849年まで務めた。1832年イギリス総選挙でスコットランド貴族代表議員に当選した後、再選を繰り返し、1849年に死去するまで務めた。
1849年8月20日に死去、長男が夭折したため次男デイヴィッド・グラハム・ドラモンドが爵位を継承した。

## 家族
1812年10月7日、クレメンティナ・ドラモンド（Clementina Drummond、1835年9月1日没、ギャヴィン・ドラモンドの娘）と結婚した。クレメンティナはジャマイカにあるプランテーション「フェリー・ペン」（Ferry Pen）を相続しており、結婚によりエアリー伯爵家が所有することとなった。2人は2男5女をもうけた。
- ジーン・グラハム・ドラモンド（1818年2月27日 – 1902年3月4日） - 1837年6月5日、第9代アーバスノット子爵ジョン・アーバスノット（英語版）と結婚、子供あり[10]
- クレメンティナ・ドラモンド（1819年6月22日 – 1848年10月16日） - 1838年7月17日、ジェームズ・レート（James Rait、1877年2月22日没）と結婚、子供あり[11]
- マーガレット・アーバスノット - 夭折[9]
- ウォルター（1823年9月21日 – 1824年3月27日[2]）
- デイヴィッド・グラハム・ドラモンド（1826年5月4日 – 1881年9月25日） - 第5代エアリー伯爵[2]
- マリア・アン（1827年7月23日[9] – 1893年） - 生涯未婚[11]
- ヘレン・スザンナ・キャサリン・ガートルード（1831年11月8日 – 1862年4月26日） - 1859年5月31日、ジョージ・オーガスタス・ペパー＝ステーブリー（George Augustus Pepper-Staveley、1890年10月23日没）と結婚、子供あり[11]

1838年11月15日、マーガレット・ブルース（Margaret Bruce、1845年6月17日没、ウィリアム・ブルースの娘）と再婚、4男をもうけた。
- ウィリアム・ヘンリー・ブルース（1840年2月26日 – 1912年4月20日） - 1866年4月4日、サラ・ボイダー（Sarah Boyder、1887年12月19日没、ヘンリー・ボイダーの娘）と結婚、子供なし[11]
- ジェームズ・ブルース（1841年12月1日 – 1888年5月15日[11]）
- ジョン・ブルース（1845年6月16日 – 1904年12月17日[11]）
- ドナルド・ブルース（1845年6月16日 – 1890年12月16日[11]）